# Gabriela Beata Lobkowiczová
Gabriela Beata Lobkowiczová (8. ledna 1919 Křimice – 7. února 2010 Praha) byla česká právnička, řeholní sestra Apoštolátu III. řádu sv. Františka, politická vězenkyně komunistického režimu v Československu.

## Život
Narodila se v Křimicích. Jejím otcem byl Jaroslav Alois z Lobkowicz, matkou byla Marie Terezie z Beaufort-Spontinu. Měla 13 sourozenců. Vystudovala práva. Vstoupila do Apoštolátu III. řádu sv. Františka. ve kterém přijala řeholní jméno Beata. Pracovala v advokátní kanceláři, ve Svazu průmyslníků, v Mezinárodním červeném kříži a v Okresním ústavu národního zdraví. V roce 1958 byla zatčena, obžalována za podvracení republiky a odsouzena Krajským soudem v Č. Budějovicích k nepodmínečnému trestu odnětí svobody na dobu 2 a půl roku. Byla vězněna v Českých Budějovicích, na Pankráci a ve Všehrdech. Po propuštění z vězení žila v Českých Budějovicích. Od roku 2005 žila v klášteře Apoštolátu III. řádu sv. Františka v Praze. Zemřela dne 7. února 2010, pohřbena je na hřbitově ve Staré Boleslavi.